# Rudolf Vombek
Rudolf Vombek (* 5. Februar 1930 in Maribor, Königreich Jugoslawien, heute Slowenien; † 2008 in Herdecke) war ein deutscher Maler des Informel. Später wandte er sich einem der Op-Art-ähnlichem Konstruktivismus zu.

## Leben
Rudolf Vombek studierte an der Werkkunstschule Wuppertal. 1970 war er an den Internationalen Malerwochen „Beispiel Eisenstadt“ in Eisenstadt im Burgenland beteiligt. 1982 nahm er am Internationalen Bildhauersymposion in St. Margarethen / Österreich teil.
Vombek starb nach langem Krebsleiden am Folgetag der Vernissage seiner Ausstellung Vor der Farbe, Märkisches Museum 2008, das von Hartmut Witte hierzu verfasste Werkverzeichnis seiner Grafik konnte er am Vortag noch entgegennehmen. Von 1970/71 hatte er einen Lehrauftrag an der Fachhochschule Dortmund. Von 1977 bis 1984 war er Lehrbeauftragter an der Universität GH Essen.
Rudolf Vombek war Mitglied des Deutschen Künstlerbundes. Als ordentliches DKB-Mitglied nahm er zwischen 1963 und 1980 an insgesamt elf großen Jahresausstellungen des Künstlerbundes teil.
Er war seit 1957 mit Roswitha Lüder verheiratet.

## Preise und Auszeichnungen
- 1961 Förderpreis zum Karl-Ernst-Osthaus-Preis, Hagen
- 1965 Wilhelm-Morgner-Preis, Soest
- 1966 Preis Wettbewerb Domverglasung, Münster
- 1975 Projektstipendium Kulturkreis im BDI
- 2003 „artist in residence“, Studium Fundamentale Universität Witten-Herdecke

## Einzelausstellungen (Auswahl)
- 1958 Galerie Clasing, Münster
- 1959 Kunstpavillon Soest
- 1961 Galerie Falazik, Bochum
- 1963 Karl Ernst Osthaus-Museum, Hagen (mit Roswitha Lüder)
- 1965 Galerie Nohl, Siegen
- 1965 Wilhelm-Morgner-Haus, Soest
- 1970 Oldenburger Kunstverein (mit Gerlinde Beck)
- 1971 Kunsthalle Wilhelmshaven (mit Roswitha Lüder)
- 1971 Von der Heydt-Museum, Wuppertal (mit Wil Sensen)
- 1974 Städtische Galerie, Bergkamen
- 1985 Kunstverein Bochum, Haus Kemnade
- 1989 Karl-Ernst-Osthaus-Museum, Hagen
- 1992 Städtische Galerie Quakenbrück
- 1997 Städtische Galerie, Lüdenscheid
- 2001 Retrospektive, Märkisches Museum, Witten
- 2008 Vor der Farbe – Das Grafische Werk, Märkisches Museum Witten

## Arbeiten in Sammlungen und Museen (Auswahl)
in Bonn, Chelm, Cuxhaven, Dortmund, Dresden, Gelsenkirchen, Hagen, Krakau, Mainz, Marl, Münster, Oldenburg, Perm, Pforzheim, Soest, Unna, Wien, Wiesbaden, Witten

## Arbeiten im öffentlichen Raum (Auswahl)
in Hagen, Schwelm, Dortmund, Gütersloh-West, Witten, Düsseldorf, Gelsenkirchen, Paderborn, Gevelsberg, Herdecke, Reutlingen, Rheine, Hamm, Wanne-Eickel, Meschede, Helgoland, Witten, Bochum, Dülmen

## Film
- 2000 „vis à vis – Künstlerpaare“. Film über Rudolf Vombek und Roswitha Lüder, Regie: Birgit Schulte, WDR 3 Telekolleg